# Tsuga caroliniana
Tsuga caroliniana är en tallväxtart som beskrevs av Georg George Engelmann. Tsuga caroliniana ingår i hemlocksläktet som ingår i familjen tallväxter. IUCN kategoriserar arten globalt som nära hotad. Inga underarter finns listade i Catalogue of Life.
Utbredningsområdet ligger i Appalacherna i östra USA. Det sträcker sig över delar av delstaterna Georgia, South Carolina, North Carolina och Virginia. Tsuga caroliniana växer i regioner som ligger 600 till 1500 meter över havet. Arten föredrar de fuktiga delar av bergstrakten på östra och norra sidan där molnen ofta hållas kvar i skogarna. Trädet växer även nära vattendrag. Det finns ensam stående exemplar, mindre trädgrupper utan andra trädarter och skogar med andra barrträd samt lövträd.
Ett varmare och torrare klimat i framtiden kan påverka beståndet negativt. Ett mindre hot är barrlöss som angriper arter av hemlocksläktet. Användningsområden är lika som för vanlig hemlock. I trädgårdar är Tsuga caroliniana mer sällsynt på grund av att den utvecklas långsammare än hemlock.

## Bildgalleri

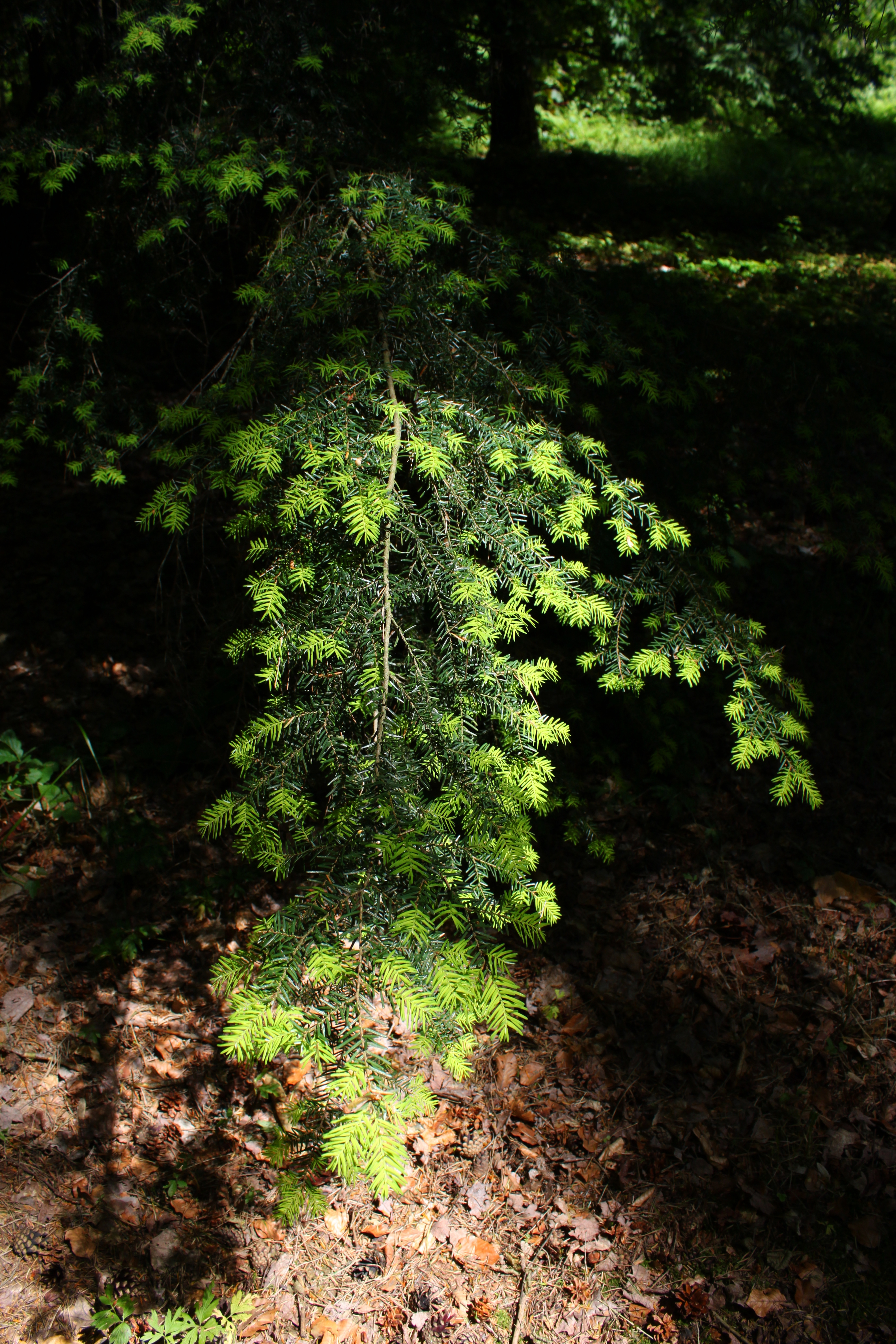